# 楊紹 (景泰進士)
楊紹（1421年—？），字绍宗，陝西西安府咸寧縣人，民籍，明朝政治人物。

## 生平
正統十二年（1447年）丁卯科陝西鄉試第七名舉人，景泰五年（1454年）中式甲戌科會試第三百四十七名，三甲第七十八名進士。任監察御史，巡按直隸，天順四年（1460年）監押強盜四人逃亡，被降一級調外任。

## 家族
曾祖楊秀；祖父楊德新，贈衛經歷；父楊景芳，衛經歷。